# MOVADEF

MOVADEF

O Movimento pela Anistia e Direitos Fundamentais (MOVADEF) foi uma organização fundada oficialmente em 20 de novembro de 2009. Embora seus membros não se considerassem parte da organização terrorista peruana Sendero Luminoso, alguns simpatizantes procuraram a libertação dos "presos políticos" além de defender o terrorismo, de acordo com o Estado peruano.
Em 2011, solicitaram a admissão como partido político, embora seu pedido acabou sendo negado. Em 2015, foi organizada a Frente de Unidade para a Defesa do Povo Peruano (FUDEPP), que foi associada ao MOVADEF. O FUDEPP solicitou a participação nas eleições gerais peruanas de 2016 e foi rejeitado pelas autoridades.  